# Passio
Een passio (meervoud: passiones) is de benaming voor een door christenen opgesteld verslag van de arrestatie, het proces en de terechtstelling van christelijke martelaren tijdens de christenvervolgingen van de eerste eeuwen.